# Reckon
Reckon est une entreprise australienne de logiciels qui propose des logiciels de comptabilité sur bureau et basés sur le cloud, destinés aux comptables, aux experts-comptables, aux petites et moyennes entreprises ainsi qu'aux utilisateurs individuels. L'entreprise dispose de bureaux en Australie, en Nouvelle-Zélande, au Royaume-Uni et aux États-Unis. Reckon est cotée à la bourse australienne des valeurs mobilières (ASX) avec une capitalisation boursière de 138 millions de dollars australiens. Reckon compte plus de 600 000 entreprises utilisant ses logiciels en Australie et en Nouvelle-Zélande,.

## Histoire
Reckon Limited a été fondée par Greg Wilkinson en 1987, qui en a été le directeur général jusqu'en 2006. Initialement financé avec une limite de crédit de 2 000 $ sur la carte de crédit d'un ami, Greg Wilkinson a commencé à republier et distribuer les logiciels Quicken et QuickBooks en Australie dans le cadre d'un contrat de licence avec Intuit. Pendant plus de 25 ans, Reckon a géré le marketing, la distribution et le développement de ces produits.
En 2012, Intuit a annoncé sa décision de récupérer le nom QuickBooks et Quicken, de lancer un programme de comptabilité en ligne appelé "QuickBooks Online" et de commencer à le vendre en Australie. Reckon continue de vendre le logiciel de comptabilité de bureau QuickBooks sous sa propre marque, Reckon Accounts. La version australienne des produits financiers personnels Quicken a été renommée Reckon Accounts Personal fin 2012.
En 2013, Reckon a lancé un programme de comptabilité en ligne appelé Reckon One.
En août 2017, Reckon a achevé le démantèlement de sa division de gestion documentaire dans une nouvelle société basée à Londres appelée GetBusy,. En novembre 2017, MYOB a annoncé son intention d'acquérir le Reckon Accountants Group pour 180 millions de dollars australiens. Cependant, en juin 2018, MYOB a annulé l'accord en raison de l'allongement des processus réglementaires.
Depuis lors, Reckon a ajouté de nombreux produits à son écosystème d'affaires, y compris Reckon Cloud POS, un système de point de vente basé sur le cloud, Reckon Loans pour le financement des entreprises et un logiciel de gestion de cabinet de santé appelé Better Clinics. En mai 2019, Reckon a lancé l'application Reckon Single Touch Payroll pour se conformer à la législation ATO sur la déclaration des salaires. L'application a accumulé plus de 30 000 téléchargements en 4 mois, ce qui en fait l'un des produits les plus populaires de Reckon à ce jour.
Reckon inclut également APS, un logiciel de gestion de cabinet comptable utilisé par 70 % des meilleurs cabinets comptables du pays, ainsi que trois des quatre grands cabinets d'audit.
En mai 2022, Reckon a accepté de vendre son Reckon Accountants Group au groupe britannique The Access Group pour 100 millions de dollars australiens. L'accord incluait les logiciels APS et Reckon Elite de Reckon. L'acquisition a été finalisée en août 2022.

## Produits
- La division entreprise de Reckon propose des logiciels pour les petites entreprises, notamment des logiciels de comptabilité, de gestion des paies, de déclaration STP, des prêts commerciaux et des logiciels de gestion de clinique.
- La division juridique de Reckon inclut des logiciels de facturation pour les cabinets d'avocats, principalement utilisés aux États-Unis.